# Bukovica (gmina Ribnica)
Bukovica – wieś w Słowenii, w gminie Ribnica. W 2018 roku liczyła 99 mieszkańców.